# Horní Bělá
Horní Bělá är en ort i Tjeckien.   Den ligger i regionen Plzeň, i den västra delen av landet, 90 km väster om huvudstaden Prag. Horní Bělá ligger 515 meter över havet och antalet invånare är 543.
Terrängen runt Horní Bělá är huvudsakligen platt, men åt nordost är den kuperad. Runt Horní Bělá är det ganska tätbefolkat, med 248 invånare per kvadratkilometer. Närmaste större samhälle är Plzeň, 17,7 km sydost om Horní Bělá. I omgivningarna runt Horní Bělá växer i huvudsak blandskog.